# 존 래시터
존 앨런 래시터(John Alan Lasseter, 1957년 1월 12일~ )는 미국의 애니메이터, 감독, 프로듀서이자 픽사 애니메이션 스튜디오, 월트 디즈니 애니메이션 스튜디오, 디즈니툰 스튜디오의 제작 총책임자이다. 토이스토리 시리즈의 감독을 맡은 것으로 잘 알려져 있다.

## 생애
1957년 쉐보레 자동차 판매원인 아버지와 교사인 어머니 사이에서 태어났다. 미술 교사였던 어머니의 영향 때문인지 그는 어렸을 때부터 만화에 관심이 많았다. 교회 예배 중에 만화를 그리기도 하고, 학교가 끝나면 TV 만화 시간을 놓치지 않기 위해 달려왔다고 한다. 이후 고등학교와 대학교를 거치면서 그의 인생에서 가장 중요한 회사인 디즈니에 입사한다. 그는 디즈니에서 초기 시절을 보내면서 다양한 작업에 임한다. 1985년 즈음 그는 디즈니에 CG 애니메이션을 제안하지만 디즈니 사내 측에서는 일자리를 빼앗길까 염려하여 그를 해고한다.

### 스튜디오 지브리와의 관계
존 래시터는 지브리의 미야자키 하야오를 존경했다고 여러 차례 말했다. 그는 센과 치히로의 행방불명이나 이웃집 토토로같은 만인이 보는 애니메이션을 통해, 무언가를 배울 수 있었다고 말한 적도 있었다. 2002년에 그는 지브리의 하야오를 자신의 픽사 스튜디오에 초대했다. 이 답례로 하야오는 픽사의 토이 스토리 3에 자신의 애니메이션 캐릭터인 토토로가 등장하는 것을 허가했다.

## 영화

### 장편 영화
| 연도 | 제목                         | 역할                              | 참고                                            |
| ---- | ---------------------------- | --------------------------------- | ----------------------------------------------- |
| 1981 | 토드와 코퍼                  |                                   | 동화가 (크레딧에서 제외됨)                      |
| 1985 | en:Young Sherlock Holmes     |                                   | 컴퓨터 애니메이션: ILM                          |
| 1985 | 타란의 대모험                |                                   | 스토리 아티스트 (크레딧에서 제외됨)             |
| 1986 | 위대한 명탐정 바실           |                                   | 책임 프로듀서: 3D 버전 (크레딧에서 제외됨)      |
| 1987 | en:The Brave Little Toaster  |                                   | 스토리 아티스트 (크레딧에서 제외됨)             |
| 1991 | 미녀와 야수                  |                                   | 책임 프로듀서: 3D 버전                          |
| 1992 | 붉은 돼지                    |                                   | 책임 크리에이티브 컨설턴트(미국판)              |
| 1994 | 라이온 킹                    |                                   | 책임 프로듀서: 3D 버전 (크레딧에서 제외됨)      |
| 1995 | 토이 스토리                  | 그린 에일리언 (크레딧에서 제외됨) | 감독 스토리 모델링 및 애니메이션 시스템 개발    |
| 1998 | 벅스 라이프                  | 해리                              | 감독 스토리                                     |
| 1999 | 토이 스토리 2                | 파란색 권투 장난감 로봇           | 감독 스토리                                     |
| 2000 | 우주전사 버즈                |                                   | 캐릭터                                          |
| 2001 | 몬스터 주식회사              |                                   | 책임 프로듀서                                   |
| 2002 | 센과 치히로의 행방불명       |                                   | 책임 프로듀서(미국판)                           |
| 2003 | 니모를 찾아서                |                                   | 책임 프로듀서                                   |
| 2004 | 인크레더블                   |                                   | 책임 프로듀서                                   |
| 2005 | 하울의 움직이는 성           |                                   | 책임 프로듀서(미국판)                           |
| 2006 | 카                           |                                   | 감독 스토리 대본                                |
| 2006 | 어스시의 전설                |                                   | 책임 프로듀서(미국판)                           |
| 2007 | 로빈슨 가족                  |                                   | 책임 프로듀서                                   |
| 2007 | 라따뚜이                     |                                   | 책임 프로듀서                                   |
| 2008 | 월-E                         |                                   | 책임 프로듀서                                   |
| 2008 | 팅커벨                       |                                   | 책임 프로듀서                                   |
| 2008 | 볼트                         |                                   | 책임 프로듀서                                   |
| 2009 | 업                           |                                   | 책임 프로듀서 선임 크리에이티브 팀              |
| 2009 | 벼랑 위의 포뇨               |                                   | 책임 프로듀서: 미국판 감독(영어 더빙)           |
| 2009 | 팅커벨 2: 잃어버린 보물      |                                   | 책임 프로듀서                                   |
| 2009 | 공주와 개구리                |                                   | 책임 프로듀서                                   |
| 2010 | 토이 스토리 3                |                                   | 스토리 책임 프로듀서 선임 크리에이티브 팀(픽사) |
| 2010 | 팅커벨 3: 위대한 요정 구조대 |                                   | 책임 프로듀서                                   |
| 2010 | 라푼젤 (영화)                |                                   | 책임 프로듀서                                   |
| 2011 | 카 2                         | 존 레시티어                       | 감독 스토리                                     |
| 2011 | 곰돌이 푸                    |                                   | 책임 프로듀서                                   |
| 2011 | 머펫 대소동                  |                                   | 크리에이티브 컨설턴트                           |
| 2012 | 메리다와 마법의 숲           |                                   | 책임 프로듀서                                   |
| 2012 | 팅커벨 4: 날개의 비밀        |                                   | 책임 프로듀서                                   |
| 2012 | 주먹왕 랄프                  |                                   | 책임 프로듀서                                   |
| 2013 | 몬스터 대학교                |                                   | 책임 프로듀서                                   |
| 2013 | 비행기                       |                                   | 스토리 책임 프로듀서                            |
| 2013 | 겨울왕국                     |                                   | 책임 프로듀서                                   |
| 2014 | 팅커벨 5: 해적 요정          |                                   | 스토리 책임 프로듀서                            |
| 2014 | 비행기 2: 소방구조대         |                                   | 책임 프로듀서                                   |
| 2014 | 빅 히어로 6                  |                                   | 책임 프로듀서                                   |
| 2015 | 팅커벨 6: 네버비스트의 전설  |                                   | 책임 프로듀서                                   |
| 2015 | 인사이드 아웃                |                                   | 책임 프로듀서                                   |
| 2015 | 굿 다이노                    |                                   | 책임 프로듀서                                   |
| 2016 | 주토피아                     |                                   | 책임 프로듀서                                   |
| 2016 | 도리를 찾아서                |                                   | 책임 프로듀서                                   |
| 2016 | 모아나                       |                                   | 책임 프로듀서                                   |
| 2017 | 카 3                         |                                   | 책임 프로듀서                                   |
| 2017 | 코코                         |                                   | 책임 프로듀서                                   |
| 2018 | Gigantic                     |                                   | 책임 프로듀서                                   |
| 2018 | 인크레더블 2                 |                                   | 책임 프로듀서                                   |
| 2019 | 토이 스토리 4                |                                   | 스토리                                          |

### 단편 영화
| 연도      | 제목                                       | 참고                                             |
| --------- | ------------------------------------------ | ------------------------------------------------ |
| 1983      | en:Mickey's Christmas Carol                | 크리에이티브 탤런트                              |
| 1984      | en:The Adventures of Andre and Wally B.    | 캐릭터 디자인 및 애니메이션 모델: Andre/Wally B. |
| 1986      | 럭소 주니어                                | 각본 감독 프로듀서 모델 애니메이션               |
| 1987      | en:Red's Dream                             | 각본 감독 애니메이터                             |
| 1988      | en:Tin Toy                                 | 스토리 감독 애니메이터 모델러                    |
| 1989      | en:Knick Knack                             | 각본 감독                                        |
| 1997      | en:Geri's Game                             | 책임 프로듀서                                    |
| 2000      | For the Birds                              | 책임 프로듀서                                    |
| 2002      | 마이크의 새 차                             | 책임 프로듀서                                    |
| 2003      | en:Exploring the Reef                      | 책임 프로듀서                                    |
| 2003      | en:Boundin'                                | 책임 프로듀서                                    |
| 2005      | en:Jack-Jack Attack                        | 책임 프로듀서                                    |
| 2005      | One Man Band                               | 책임 프로듀서                                    |
| 2006      | en:Mater and the Ghostlight                | 원작 감독                                        |
| 2006      | Lifted                                     | 책임 프로듀서                                    |
| 2007      | en:How to Hook Up Your Home Theater        | 책임 프로듀서                                    |
| 2007      | 여러분의 친구 생쥐                         | 책임 프로듀서                                    |
| 2008      | Presto                                     | 책임 프로듀서                                    |
| 2008      | en:Glago's Guest                           | 책임 프로듀서                                    |
| 2008      | 번-E                                       | 책임 프로듀서                                    |
| 2008-현재 | 카 툰: 메이터의 놀라운 이야기              | 감독 실행 프로듀서 스토리                        |
| 2009      | en:Super Rhino                             | 책임 프로듀서                                    |
| 2009      | en:Partly Cloudy                           | 책임 프로듀서                                    |
| 2009      | en:Dug's Special Mission                   | 책임 프로듀서                                    |
| 2009      | en:Prep & Landing                          | 책임 프로듀서                                    |
| 2010      | Day & Night                                | 책임 프로듀서                                    |
| 2010      | Tick Tock Tale                             | 책임 프로듀서                                    |
| 2010      | en:Prep & Landing: Operation: Secret Santa | 책임 프로듀서                                    |
| 2011      | La Luna                                    | 책임 프로듀서                                    |
| 2011      | en:The Ballad of Nessie                    | 책임 프로듀서                                    |
| 2011      | en:Hawaiian Vacation                       | 책임 프로듀서                                    |
| 2011      | en:Pixie Hollow Games                      | 책임 프로듀서                                    |
| 2011      | Small Fry                                  | 스토리 책임 프로듀서                             |
| 2011      | en:Prep & Landing: Naughty vs. Nice        | 책임 프로듀서                                    |
| 2012      | en:Tangled Ever After                      | 책임 프로듀서                                    |
| 2012      | en:Partysaurus Rex                         | 스토리 책임 프로듀서                             |
| 2012      | 페이퍼맨                                   | 책임 프로듀서                                    |
| 2012      | en:The Legend of Mor'du                    | 책임 프로듀서                                    |
| 2013      | 파란 우산                                  | 책임 프로듀서                                    |
| 2013      | en:Party Central                           | 책임 프로듀서                                    |
| 2013      | en:Toy Story of Terror!                    | 책임 프로듀서                                    |
| 2013      | en:Pixie Hollow Bake Off                   | 책임 프로듀서                                    |
| 2013      | 말을 잡아라!                               | 책임 프로듀서                                    |
| 2014      | Vitaminamulch: Air Spectacular             | 책임 프로듀서                                    |
| 2014      | 피스트                                     | 책임 프로듀서                                    |
| 2014      | en:Toy Story That Time Forgot              | 책임 프로듀서                                    |
| 2015      | 겨울왕국 열기                              | 책임 프로듀서                                    |
| 2015      | 라바                                       | 책임 프로듀서                                    |
| 2015      | en:Sanjay's Super Team                     | 책임 프로듀서                                    |
| 2015      | en:Riley's First Date?                     | 책임 프로듀서                                    |
| 2017      | 무제 겨울왕국 홀리데이 스페셜              | 책임 프로듀서                                    |

## 같이 보기
- 픽사의 영화 목록
- 픽사의 단편 목록